# التوأم أولسين
ماري-كيت أولسن وآشلي فولير أولسن ممثلتان أمريكيتان من مواليد 13 يونيو 1986 في لوس أنجلوس، اشتهرتا بعد اشتراكهما في المسلسل التلفزيوني الكوميدي فول هاوس.

## وصلات خارجية
- Dualstar Entertainment Group Corporate Website
- التوأم أولسين على موقع ميوزك برينز (الإنجليزية)
- التوأم أولسين على موقع ديسكوغز (الإنجليزية)
- قالب:Fashiondesigner